# Samson (együttes)
A Samson angol heavy metal/hard rock együttes volt 1977-től 2002-ig. A zenekar leginkább arról híres, hogy az Iron Maiden énekese, Bruce Dickinson ennek az együttesnek az énekese volt. A Samson tagja volt továbbá az Iron Maiden dobosa, Clive Burr is. A zenekar egyike a NWOBHM (a brit heavy metal új hulláma) mozgalom képviselőinek.

## Diszkográfia
- Survivors (1979)
- Head On (1980)
- Shock Tactics (1981)
- Before the Storm (1982)
- Don't Get Mad, Get Even (1984)
- Joint Forces (1986) (Paul Samson szólóalbuma)
- Refugee (1990)
- Samson (1993) (később Nineteen Ninety-Three címen adták ki)
- P.S.... (2006) (Paul Samson szólóalbuma)

## Egyéb kiadványok
Koncert albumok
- Thank You and Goodnight (1985)
- Live at Reading '81 (1990)
- Metal Crusade '99 (1999, négy együttes szerepel rajta, köztük a Samson is)
- Live in London 2000 (2001)

Kislemezek
- Mr Rock & Roll (1978)
- Telephone (1978)
- Vice Versa / Hammerhead (1980)
- Hard Times (1980)
- Riding with the Angels (1981)
- Losing my Grip (1982)
- Life on the Run (1982)
- Red Skies (1983) – #65
- The Fight Goes on (1984)
- Are You Ready (1984)
- Vice Versa (1986)

Válogatáslemezek
- Last Rites (1984)
- Head Tactics (1986)
- 1988 (1988)
- Pillars of Rock (1990)
- Burning Emotion: The Best of Samson (1985–1990) (1995)
- The BBC Sessions (1997)
- The Masters (1998)
- Past, Present, and Future (1999)
- There and Back (2001)
- Riding with the Angels: The Anthology (2002)
- Tomorrow and Yesterday (2006)

EP-k
- Losing My Grip (1982)
- Life on the Run (1982)
- And There It Is... (1988)

Video albumok
- Biceps of Steel (1980)

## Tagok
- Paul Samson – gitár, ének (1977–2002; 2002-ben elhunyt)
- John McCoy – basszusgitár, gitár (1979, 1986)
- Chris Aylmer – basszusgitár, gitár (1977–1979, 1979–1984, 1992–1994; 2007-ben elhunyt)
- Clive Burr – dob (1977–1978; 2013-ban elhunyt)
- Stewart Cochrane – basszusgitár (1978)
- Barry Graham Purkis (alias Thunderstick) – dob (1979–1981, 1990, 1999-2000)
- Bruce Dickinson – ének (1979–1981)
- Mel Gaynor – dob (1981-1982)
- Nicky Moore – ének (1981–1984, 1986, 2000–2002)
- Pete Jupp – dob (1982–1984)
- Mervyn Goldsworthy – basszusgitár (1984)
- Dave Colwell – gitár (1984)
- Edgar Patrik – dob (1986)
- Dave Boyce – basszusgitár (1987–1990)
- Charlie Mack (McKenzie) – dob (1987–1990)
- Toby Sadler – billentyűk (1987–1990)
- Mick White – ének (1987–1989)
- Peter Scallan – ének (1989-1990)
- Rik Anthony – ének (1990)
- Tony Tuohy – dob (1992–1994)
- Ian Ellis – basszusgitár (2002)
- Billy Fleming – dob (2002)